# All-USBL Defensive Team
All-USBL Defensive Team – umowny skład najlepiej broniących zawodników nieistniejącej amerykańskiej ligi koszykówki – United States Basketball League. Po raz pierwszy zaliczono do niego zawodników w inauguracyjnym sezonie 1985. Najlepsi zawodnicy byli wyłaniani poprzez głosowanie trenerów oraz dziennikarzy. W 1989 liga zawiesiła swoją działalność na rok, a w 2008 zakończyła ją.
1985
- Manute Bol, Rhode Island Gulls
- Jim Bostic, Westchester Golden Apples
- Alvin Frederick, Connecticut Colonials
- Michael Adams, Springfield Fame
- Clinton Wheeler, New Jersey Jammers

1987
- Jerome Henderson, West Palm Beach Stingrays
- Tom Collier, Long Island Knights
- Leroy Combs, Rhode Island Gulls
- Muggsy Bogues, Rhode Island Gulls
- Clinton Wheeler, Miami Tropics

1991
- Chuck Nevitt, Miami Tropics
- Rickey Jones, Miami Tropics
- Anthony Mason, Long Island Surf
- Michael Anderson, Philadelphia Spirit
- Keith Jennings, Jacksonville Hooters

1993
- Darrell Armstrong, Atlanta Eagles
- Fred Lewis, Daytona Beach Hooters
- Khari Jaxon, Palm Beach Stingrays
- Lamont Middleton, Long Island Surf
- Antonio Harvey, Atlanta Eagles

1995
- Charles Smith, Florida Sharks
- Charles Thomas, Jersey Turnpikes
- Kevin Salvadori, Florida Sharks
- Godfrey Thompson, Connecticut Skyhawks
- Mark Boyd, Florida Sharks

1997
- LaMark Baker, Atlantic City Seagulls
- Jerry McCullough, New Hampshire Thunder Loons
- Mikki Moore, Atlanta Trojans
- Jay Webb, Portland Wave
- Tim Moore, Jacksonville Barracudas

1999
- Gerald Walker, Kansas Cagerz
- Adrian Griffin, Atlantic City Seagulls
- Godfrey Thompson, Connecticut Skyhawks
- Johnny Tyson, Gulf Coast SunDogs
- Omm'A Givens, New Jersey Shorecats
- Garth Joseph, Atlantic City Seagulls

2001
- Charles Macon, Atlantic City Seagulls
- Johnny Jackson, Kansas Cagerz
- Dominick Young, Kansas Cagerz
- Johnny Tyson, Oklahoma Storm
- Tim Winn, Pennsylvania ValleyDawgs

2003
- Kareem Reid, Pennsylvania ValleyDawgs
- Tim Winn, Pennsylvania ValleyDawgs
- Immanuel McElroy, Dodge City Legend
- Kevin Freeman, Westchester Wildfire
- Johnny Jackson, Kansas Cagerz

2005
- Badou Gaye, Westchester Wildfire
- Anthony Glover, Brooklyn Kings
- Jeremee McGuire, Kansas Cagerz
- Eric Coley, Oklahoma Storm
- Kyle Williams, Brooklyn Kings

2007
- Jason Miller, Kansas Cagerz
- Jamario Moon, Gary Steelheads
- Jamar Howard, Dodge City Legend
- Deng Gai, Albany Patroons
- Ronald Ross, Albany Patroons

1986
- Jerome Henderson, Springfield Fame
- Jim Lampley, Wildwood Aces
- Hot Rod Williams, Staten Island Stallions
- Michael Adams, Springfield Fame
- James Carter, Staten Island Stallions

1988
- Herbert Blunt, Long Island Knights
- Michael Brooks, Philadelphia Aces
- Bobby Parks, New Haven Skyhawks
- Avery Johnson, Palm Beach Stingrays
- Andre Turner, Miami Tropics

1990
- Alex Roberts, New York Whitecaps
- Norris Coleman, Jacksonville Hooters
- Gary Massey, New Haven Skyhawks
- Jerry Johnson, Jacksonville Hooters
- Howard Evans, Philadelphia Aces

1992
- Lorenzo Williams, Palm Beach Stingrays
- Richard Dumas, Miami Tropics
- Dallas Comegys, Philadelphia Spirit
- Michael Anderson, Philadelphia Spirit
- Darrell Armstrong, Atlanta Eagles

1994
- Darrell Armstrong, Atlanta Trojans
- Dave Whitney, Mississippi Coast Gamblers
- Keith Lee, Memphis Fire
- Mark Strickland, Atlanta Trojans
- Godfrey Thompson, Connecticut Skyhawks

1996
- Greg Grant, Atlantic City Seagulls
- Charles Smith, Florida Sharks
- Mark Strickland, Atlantic City Seagulls
- Joe Hooks, Connecticut Skyhawks
- Corey Williams, Long Island Surf

1998
- Mike Lloyd, Atlantic City Seagulls
- Curt Smith, Washington Congressionals
- Shane Drisdon, Connecticut Skyhawks
- Art Long, Jacksonville Barracudas
- Andre Perry, Atlanta Trojans

2000
- Alvin Jefferson, Dodge City Legend
- Ace Custis, Pennsylvania ValleyDawgs
- LaMarr Greer, Atlantic City Seagulls
- Mark Blount, New Jersey Shorecats
- Darrin Hancock, Dodge City Legend

2002
- Fred House, Adirondack Wildcats
- Ronnie Fields, Pennsylvania ValleyDawgs
- Ira Clark, Oklahoma Storm
- Johnny Jackson, Kansas Cagerz
- Simeon Haley, Brevard Blue Ducks

2004
- Tyson Patterson, Florence Flyers
- Immanuel McElroy, Dodge City Legend
- Tim Winn, Pennsylvania ValleyDawgs
- B.J. McFarlan, Brooklyn Kings
- Lonnie Jones, Oklahoma Storm

2006
- Kyle Williams, Brooklyn Kings
- Anthony Johnson, Kansas Cagerz
- Roberto Gittens, Long Island PrimeTime
- Darrell Johns, Kansas Cagerz
- John Thomas, Long Island PrimeTime